# Ampulex aenea
Ampulex aenea là một loài côn trùng cánh màng trong họ Ampulicidae, thuộc chi Ampulex. Loài này được Fabricius miêu tả khoa học đầu tiên năm 1804.